# Tbilisi (1940)
El destructor Tbilisi (en ruso: Тбилиси) fue uno de los seis destructores líderes de la clase Leningrado construidos para la Armada Soviética durante la década de 1930, una de las tres variantes del Proyecto 38. Completado en 1940 y asignado a la Flota del Pacífico, con la que participó en la Segunda Guerra Mundial. El destructor colocó campos de minas en las afueras de Vladivostok a principios de la guerra y durante la guerra soviético-japonesa transportó infantería naval para un desembarco anfibio en Corea. Después de la guerra, continuó sirviendo con la Flota del Pacífico y comenzó un largo proceso de revisión y reforma en 1951 que no se completó hasta 1955. Convertido en un barco objetivo en 1958, finalmente fue eliminado de la Lista de la Marina en 1964 y desguazado.

## Diseño y descripción
Impresionados por los diseños de los grandes destructores franceses (contre-torpilleur) como la clase Vauquelin de principios de la década de 1930, los soviéticos diseñaron su propia versión. Los destructores de la clase Leningrado tenían una eslora de 127,5 metros y 122 metros de largo en la línea de flotación. Los buques tenían una manga de 11,7 metros y un calado de 4,06 metros a toda carga. Construido en dos lotes, el segundo lote (Proyecto 38) desplazaba 2390 t con carga estándar y 2720 t a toda carga. Su tripulación constaba de 250 oficiales y marineros en tiempo de paz y 311 en tiempo de guerra. Los barcos tenían tres turbinas de vapor con engranajes, cada una impulsaba una hélice, diseñadas para producir 66.000 caballos de fuerza en el eje (49.000 kW) utilizando vapor de tres calderas de tres tambores que estaba destinado a darles una velocidad máxima de 40 nudos (74 km/h). Los destructores de la clase Leningrado tenían una autonomía de 2100 millas náuticas (3900 km) a 20 nudos (37 km/h).
Tal como se construyeron, los barcos de la clase Leningrado montaban cinco cañones B-13 de 130 milímetros en dos pares de monturas individuales superfuego a proa y popa de la superestructura y otra montura entre el puente y el embudo delantero. Las armas estaban protegidas por escudos de armas. La defensa antiaérea corría a cargo de un par de cañones AA 34-K de 76,2 milímetros en soportes individuales en la superestructura de popa y un par de cañones AA 21-K de 45 milímetros montados a cada lado del puente, así como una docena de ametralladoras Browning M2 de 12,7 milímetros en seis montajes gemelos. Llevaban ocho tubos lanzatorpedos de 533 mm en dos montajes cuádruples giratorios; cada tubo estaba provisto de una recarga. Los buques también podían transportar un máximo de 68 o 115 minas y 52 cargas de profundidad. Estaban equipados con un conjunto de hidrófonos Arktur para la guerra antisubmarina.

### Modificaciones
Durante la guerra, el destructor Tbilisi se le cambiaron sus dos monturas 21-K por seis cañones AA 70-K de 37 milímetros. Además se le instaló un sistema británico ASDIC Tipo 128 y se le equipó con un radar de alerta temprana Tipo 291, un radar de artillería Tipo 284 y un radar estadounidense SF-1. Después de la guerra, todos los cañones de 76 y 37 milímetros fueron reemplazados por una docena de versiones V-11M refrigeradas por agua del cañón 70-K en montajes gemelos. Durante la década de 1950, los radares fueron reemplazados por radares Top Bow, EWS Top, Plum Jar y Ball End, y el trinquete del poste fue reemplazado por un mástil de trípode para sostenerlos.

## Historial de combate
El destructor Tbilisi, que lleva el nombre la capital de la República Socialista Soviética de Georgia, Los componentes principales del buque fueron construidos inicialmente en el Astillero No. 198 (Marti Sur) en Nikolayev el 15 de enero de 1935. El 10 de agosto de 1936, fueron trasladados a la Planta de construcción naval de Amur (Astillero No. 199) en Komsomolsk del Amur donde nuevamente continuó su construcción. Originalmente llamado «Tiflis», fue rebautizada como «Tbilisi» el día de su botadura, el 24 de julio de 1939. Para liberar espacio para nuevas construcciones, el destructor fue trasladado al lago Silinskoye cerca de la planta para su finalización. El Tbilisi fue finalmente puesto en servicio el 11 de diciembre de 1940 y asignado a la Flota del Pacífico, después de una superar una serie de pruebas. El buque tuvo un coste final de 41,2 millones de rublos debido a su larga construcción.
Debido a la gran inferioridad numérica de la Flota del Pacífico con respecto a la Armada Imperial Japonesa, los barcos soviéticos se encargaron de la defensa costera. El destructor Tbilisi fue Utilizado como banco de pruebas para el desarrollo de nuevas tecnologías desde el comienzo de la guerra, colocó las primeras minas en el golfo de Pedro el Grande frente a Vladivostok el 12 de julio y luego comenzó a colocar minas en otras bases navales en el Lejano Oriente. A fines de 1941, el Tbilisi estaba equipado con un sistema de desmagnetización y se utilizó para capacitar a los oficiales en el manejo de buques de guerra debido a las condiciones pacíficas en el Lejano Oriente. Cuando se formó el Destacamento de Fuerzas Ligeras de la Flota del Pacífico en noviembre de 1942, se convirtió en líder de la 2.º División de Destructores. Entre julio y agosto de 1943, le colocaron bobinas de desmagnetización en la cubierta superior para examinar el efecto del casco de acero sobre las bobinas; estos estudios ayudaron a desarrollar métodos para la colocación óptima de bobinas en los barcos.
Un día antes de que la Unión Soviética declarara la guerra a Japón el 9 de agosto de 1945, el destructor fue transferido a la 1.ª División de Destructores del Destacamento de Fuerzas Ligeras. El 9 de agosto, fue estacionado en la bahía de Ulysses (Uliss) frente a Vladivostok, y se le ordenó que se trasladara al fondeadero norte en la bahía de Zolotoï Rog frente al mismo puerto. El 12 de agosto, bajo el mando del comandante de la flota almirante Ivan Yumáshev, transportó una compañía de cien hombres de infantería naval del 354.º Batallón de Fusileros Navales a Vityaz Cove en el golfo de Possiet. Desde allí, la compañía fue embarcada en torpederos para realizar un desembarco anfibio en el puerto coreano de Rason. Esta fue su única operación importante desarrollada durante la guerra, pero no implicó contacto con las unidades navales japoneses. El almirante Yumashev nombró al Tbilisi como su buque insignia durante la proyectada invasión soviética de Hokkaido, en una orden fechada el 19 de agosto, pero debido a la rendición de Japón el 15 de agosto de 1945 y a la fuerte oposición de Estados Unidos, la operación fue cancelada.

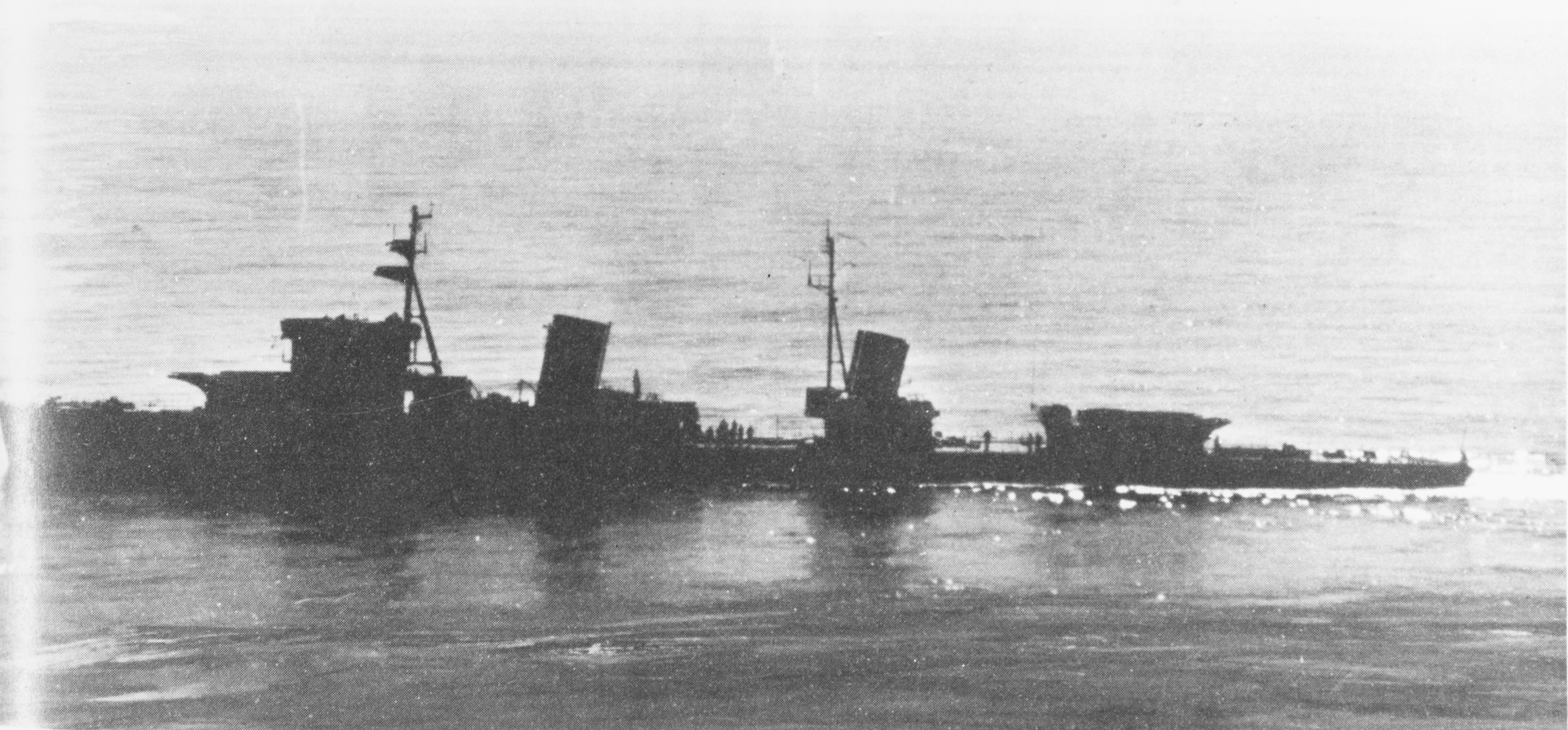
El destructor Tbilisi ya convertido en un barco objetivo, fotografiado en el Pacífico en 1958

### Posguerra
Después de la guerra, continuó sirviendo en la Flota del Pacífico, y el 12 de enero de 1949 fue reclasificado como destructor como sus buques gemelos supervivientes. Entre 1951 y el 24 de enero de 1955 se sometió a una importante remodelación y modernización en el astillero de Dalzavod. El Tbilisi fue retirado del servicio activo el 18 de abril de 1958, desarmado y convertido en el buque objetivo «TsL-50». Un año después, el barco pasó a llamarse «TSP-50», antes de ser dado de baja el 31 de enero de 1964 y desguazado en Vladivostok por la Dirección Principal de Adquisición, Procesamiento y Venta de Metales Ferrosos Secundarios.